# Ambrożów
Ambrożów est une localité polonaise de la voïvodie de Sainte-Croix et du powiat de Starachowice.